# Rafael Cervera Royo
Rafael Cervera Royo (València, 25 d'octubre de 1828 - 1903) fou un metge i polític valencià, germà del també republicà federalista Salvador Cervera Royo, diputat a les Corts durant el sexenni democràtic i durant la restauració borbònica.

## Biografia
S'especialitzà en oftalmologia a París, i s'establí a Madrid el 1853, on fou director de l'Instituto Oftálmico de Madrid el 1877. Considerat com un dels pares de l'oftalmologia espanyola, foren deixebles seus Vicente Chiralt, José Iborra i Nicolás Ferrer y Julve. El 1863 fou escollit acadèmia de la Reial Acadèmia Nacional de Medicina.
Membre del Partit Republicà Democràtic Federal, col·làborà al diari La República Federal i el 1870 va substituir el diputat elegit el 1869 pel districte d'Alzira Carlos Cervera Monge. A les eleccions generals espanyoles de 1873 fou elegit diputat federal per Alzira. També fou senador per les Illes Balears el 1871-1872, per Múrcia el 1872-1873 i per la Reial Acadèmia de Medicina el 1884-1885.
Va col·laborar amb Nicolás Salmerón en l'estructuració d'una alternativa política republicana, i a les eleccions generals espanyoles de 1891 fou escollit novament diputat per València del Partit Republicà Progressista.